# Tettoia

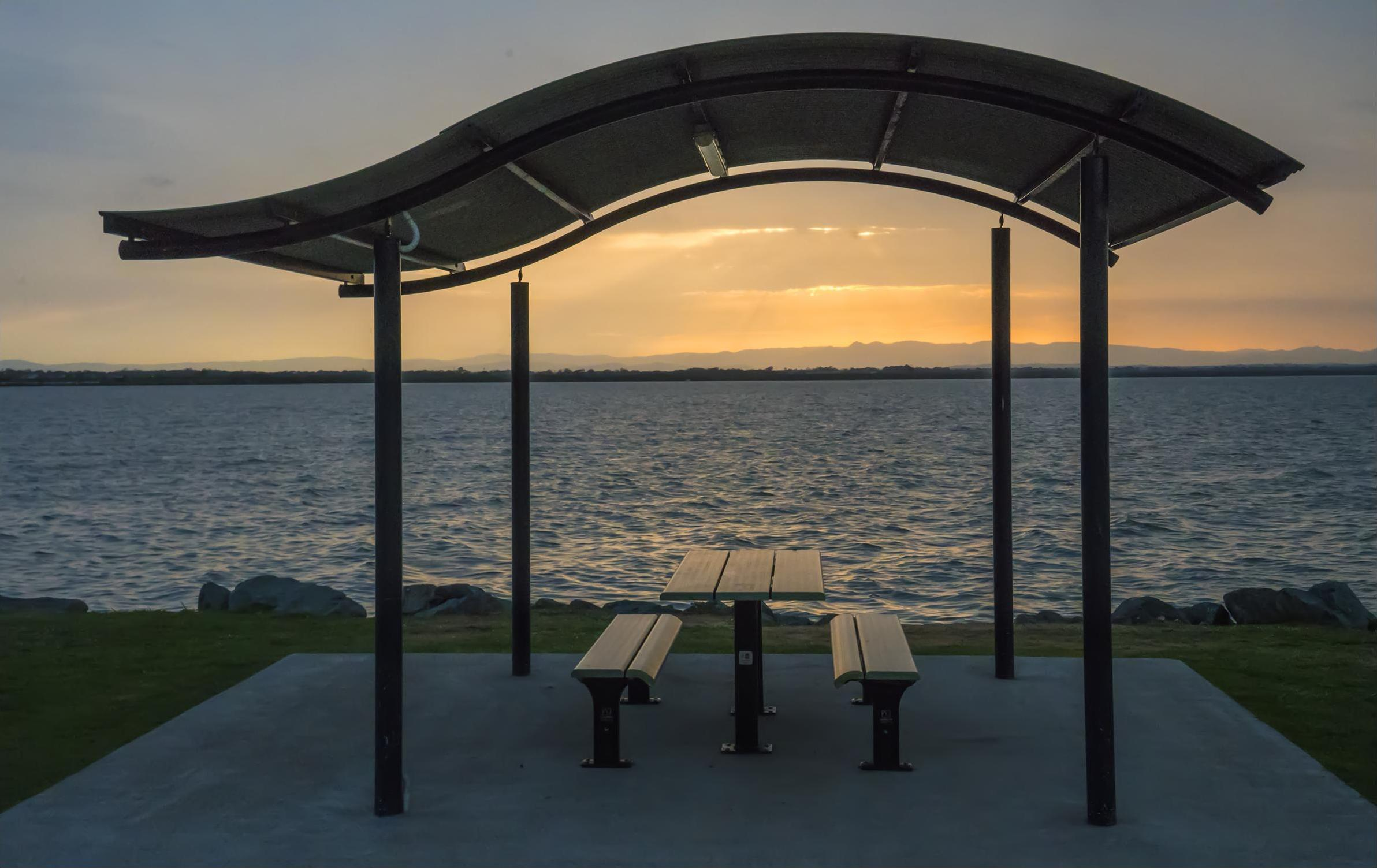
Esempio di una tettoia con struttura ondulata e sorretta perimetralmente da quattro piloni in legno

La tettoia (derivato dal latino tectōria, plurale di tectorium che si traduce in "copertura", dall'aggettivo tectorius col significato di "che serve a coprire") è un elemento architettonico composto da una struttura sopraelevata portante ancorata su più punti e aperta nella zona sottostante fissata in alto ad mo' di copertura, costituita in vari materiali quali legno, tessuto o metallo, in grado di fornire a persone o cose, ombra o riparo dagli agenti atmosferici e dalle intemperie come sole, grandine, neve e pioggia.
Esistono anche altre varianti della stessa, tra cui in ambito ferroviario la tettoia merci, adoperato come riparo per tenere al ricovero dagli agenti atmosferici mezzi e merci durante le operazioni di carico e scarico dei vagoni, sia in stazione che tra un treno e l'altro.
In generale le tettoie utilizzate come punto d'attesa per i mezzi di trasporto, nelle stazioni o nelle fermate lungo i percorsi, vengono denominate pensiline.